# テルハノイバラ
『テルハノイバラ』は、秀吉の2枚目のオリジナルフルアルバム。2014年12月3日にsirosiba record.からリリースされた。

## 概要
秀吉にとっての2枚目となるオリジナルフルアルバム。2013年8月23日に会場限定で先行リリースされたシングル「テトテの魔法」、2014年7月10日に会場限定で先行リリースされたシングル「机上の唄」を含む全11曲。
前作のミニアルバム「くだらないうた」リリース後から約3年半、フルアルバムとしては4年振りのリリースであり、自身が立ち上げたレーベル『sirosiba record.』から発表された初の作品である。
『テルハノイバラ』というタイトルは海辺に咲く野薔薇テリハノイバラをもじってもので、これについて柿澤は「海辺に咲く白いバラっていうと、すごいきれいなイメージだけど、鋭い棘もあるっていう感じが、自分の中に残ってたんだと思います」と語っている。
リリースを記念して特設サイトがTumblrにて公開された。
様々なジャンルの豪華な面々がコメントを寄せている。
- あべこうじ（芸人）・稲村太佑（アルカラ）・金廣真悟（グッドモーニングアメリカ）・川谷絵音（ゲスの極み乙女。、indigo la End）・菅野結以（ファッションモデル）・駒田健吾（TBSアナウンサー）・信濃川日出雄（漫画家）・清水依与吏（back number）・須賀健太（俳優）・中嶋イッキュウ（tricot）・堀田純司（作家）・松本誠治（the telephones）・茂木洋晃（G-FREAK FACTORY）

アルバムアートワークはイラストレーターのフクモトエミによるものである。

## エピソード
- タワーレコード限定の購入特典として、前代未聞の収録全曲弾き語りCD-Rがプレゼントされ話題となった。
- コメントを寄せた豪華な面々はすべて柿澤が直接連絡してお願いしており、つながりの深い人ばかりである[5]。
- 2014年は秀吉が結成されて10周年であるが、最初の1,2年は正式なドラムが決まらずフワフワしていたため本人たち的にはあまり実感がないと語っている[2]。

## 収録曲
（全作詞・作曲：柿澤秀吉、編曲：秀吉）
1. かなわないゆめ [3:36]
現メンバーで制作された最初の楽曲である[2]。
本作のリードトラック。
MVが存在する。
2. 机上の唄 [3:29]
とにかくツービートっぽい楽曲を作りたいという気持ちから制作された[6]。
会場限定で先行リリースされたシングル「机上の唄」収録曲。
3. パラレル [3:12]
バンドとしては新しい試みと語っている[6]。
4. かけら [4:02]
使用ギターは友人に借りたというGibsonES-335[6]。
この曲について神保は、エフェクトシンバルやシェイカーなども使用し、新しいとこに挑戦したと語っている[2]。
5. 月に遠吠え [2:43]
ギターサウンドが一番うまくいったと語っている[6]。
6. にせものです [3:46]
キーボードの音色にすごく悩んだという[6]。
7. あなたとわたし [3:46]
TBSラジオのkakiiinという番組内で半年間レギュラーを務めた際、リスナーにお題を出してその返事のエピソードからインスピレーションを受けて制作された。
タワーレコード限定で先行リリースされたシングル「月に雨、花に風」収録曲。再録して収録。
8. 三日月と砂漠の花 [4:17]
この曲と「あなたとわたし」について町田は、現メンバーで録り直したことで格段に良くなったと語っている[2]。
「花かざぐるま」と同時期に制作され、両曲ともバンドアレンジまで数日で作った[6]。
タワーレコード限定で先行リリースされたシングル「月に雨、花に風」収録曲。再録して収録。
9. 星の唄 [4:32]
10. 管楽器やオルガン、コーラス隊が参加している[2]。
11. テトテの魔法 [2:35]
この3人での名刺代わりな感じ[6]。
会場限定で先行リリースされたシングル「テトテの魔法」収録曲。
MVが存在する。
12. 花よ [4:16]
本作のタイトル「テルハノイバラ」はこの曲から[2]。
2015年3月11日にYouTubeにて弾き語り音源が公開された[7]。